# BroederOverleg Christelijke Studenten
Het BroederOverleg Christelijke Studenten (BOCS) is een samenwerkingsorgaan van de christelijke studentenverenigingen in Utrecht. Het BOCS moet naamsbekendheid geven aan de verenigingen en de banden tussen de verenigingen onderling versterken.

## Aangesloten verenigingen
De bij het BOCS aangesloten verenigingen zijn:
- S.S.R.-N.U.
- C.S.F.R. Dispuut Sola Scriptura
- Vereniging van Gereformeerde Studenten te Utrecht
- C.S.V. Ichthus Utrecht
- Navigators Studentenvereniging Utrecht

De vijf verenigingen hebben onderling qua stijl en doelstellingen grote verschillen maar hebben gemeenschappelijk dat het christelijk geloof de basis vormt van de vereniging. Het BOCS heeft als functie de lidverenigingen te vertegenwoordigen bij de Hogeschool Utrecht, de Universiteit Utrecht en andere externe organen.

## Activiteiten BOCS
Om de onderlinge banden tussen de verenigingen te bevorderen organiseert het BOCS gedurende het jaar een aantal activiteiten. Zo wordt er op Biddag en Dankdag een sing-in georganiseerd waar gezamenlijk onder andere Opwekkingsliederen gezongen worden. Daarnaast organiseert het BOCS elk jaar een open feest en een tweetal activiteiten. Daarnaast verwelkomt de BOCS ook initiatieven vanuit haar leden. Zo is er met groot succes een verkiezingsdebat georganiseerd voor de Nederlandse Tweede Kamerverkiezingen  in de Jacobikerk.

## Doelstelling van de BOCS
De doelstellingen van de BOCS zijn drieledig;
- belangbehartiging van de lid-verenigingen binnen de Utrechtse studentenwereld;
- het bevorderen van de bekendheid van de lid-verenigingen;
- het bieden van een structuur tot overleg en samenwerking van de lidverenigingen.